# Marion, Iowa
Marion är en stad (city) i Linn County i delstaten Iowa i USA. Staden hade 41 535 invånare, på en yta av 46,12 km² (2020).